# Volumen sistólico final
En fisiología cardiaca, se llama volumen sistólico final (VSF) o volumen telesistólico, a la cantidad de sangre que queda en el ventrículo del corazón al finalizar la sístole.
El volumen sistólico final en un adulto humano medio en condiciones normales es de entre 40 y 50 ml.
No debe confundirse con el volumen diastólico final (VDF) que es el volumen de sangre que llena el ventrículo del corazón al final de la fase de relajación del mismo, es decir al final de la diástole y justo antes de que comience la contracción ventricular o sístole.
Tampoco debe confundirse con el volumen sistólico (VS) o volumen de eyección que es igual al volumen diastólico final menos el volumen sistólico final.